# 夏氏牧羊场
夏氏牧羊场，位于新加坡林厝港路的牧羊场，成立于1988年，是新加坡唯一的牧羊场。该农场拥有美国明尼苏达州血统的800多只混种山羊，日产900至1000公升的羊奶。

## 历史
1920年代，从中国前来新加坡的Hay Yak Tang在榜鹅购买了一个16英亩的种植园，并创立了一座名为 Yak Seng Hay Farm 的农场，用以饲养鸭、鸡和猪；农场到1970年代逐渐集中于养猪业。
1980年代初，新加坡逐步淘汰养猪业，农场在新加坡食品局的帮助下改为饲养山羊。
1988年12月22日，农场以牧羊场重新开业，牧羊场里当时共有48只羊。
2021年3月，牧羊场在林厝港梁宙弯向新加坡食品局标得两块毗邻的农地，两块地面积各为1万平方米，得标价同为50万元。同年4月，牧羊场因建筑成本受冠病疫情影响超出原来的预算而放弃其标得的第二块农地。

## 农场
夏氏牧羊场将山羊全部与地面隔离喂养，以有效防止羊群感染疾病和寄生虫。牧羊场还出产两种分别为大瓶装和小瓶装的羊奶，口味分原味和巧克力味。